# Mercedes Colás de Meroño
Mercedes Colás de Meroño, conocida como Porota, (Villa Devoto, 11 de julio de 1925-21 de abril de 2021), fue una activista argentina de derechos humanos, vicepresidenta de la Asociación Madres de Plaza de Mayo.

## Biografía
Su padre, José María Colás, era albañil y militante anarcosindicalista que tras el golpe militar de 1930, comenzó a ser perseguido por la dictadura de José Félix Uriburu. Al año siguiente, la familia –su padre, su madre, su hermana mayor y ella misma con seis años de edad– debieron escapar del país ante las amenazas de muerte y se radicaron en Lodosa, un pueblo de Navarra, España.

En 1936, luego de desatarse la Guerra Civil Española, su padre, activista por la Segunda República Española, fue fusilado en el pueblo de Tudela por grupos fascistas. Meroño, con once años de edad, fue rapada a cero como forma de identificarla y martirizarla como hija de un revolucionario.
“Pasé un año de guerra civil española donde fusilaron a mi papá y a mí que tenía 11 años me cortaron el pelo al acero”.
En 1939 y con catorce años volvió a Argentina ya que continuaba amenazada de muerte. A esa edad se puso de novia con Francisco Meroño, con quien se casó a los diecinueve años. Un año después, el 4 de junio de 1946 nació su única hija, Alicia Norma Meroño. Murió el 21 de abril de 2021 a los noventa y cinco años.

## Ingreso a Madres
El 5 de enero de 1978, cuando tenía treinta y un años, su hija Alicia fue secuestrada en su casa de la calle Benito Juárez 4285, en la ciudad de Buenos Aires. Desde entonces permanece desaparecida. Estaba divorciada y tenía tres hijos, Martín, Patricia y Leandro.

Ocho meses después, tras sufrir una depresión por volver a sufrir una tragedia familiar, Mercedes Colás de Meroño participó, por primera vez, de la tradicional marcha que las Madres de Plaza de Mayo realizan cada jueves. Su marido le había contado sobre esas mujeres que usaban el pañuelo blanco.
Me compré un pañuelo blanco y vine a la plaza y me senté en un banco y me puse a llorar. Una Madre se me acercó y me dijo «¿a vos quién te falta?». «Mi hija». «Bueno, acá no se viene a llorar, acá se viene a luchar».
Desde entonces participó activamente de la organización, habiendo sido elegida su vicepresidenta.

## Encuentros
Como activista de la organización mantuvo, junto a sus compañeras, distintos encuentros con diferentes líderes socialistas mundiales. Entre ellos: Fidel Castro, Yasir Arafat, el Subcomandante Marcos, Luis Inacio Lula Da Silva, Evo Morales, Rafael Correa y Hugo Chávez, entre otros.